# 카밀 하나스
카밀 하나스(폴란드어: Kamil Chanas, 1985년 4월 20일 ~ )는 폴란드의 농구 선수로 현재 폴란드 농구 리그의 스탈 오스트루프비엘코폴스키에서 활동하고 있다.